# Multiaxe

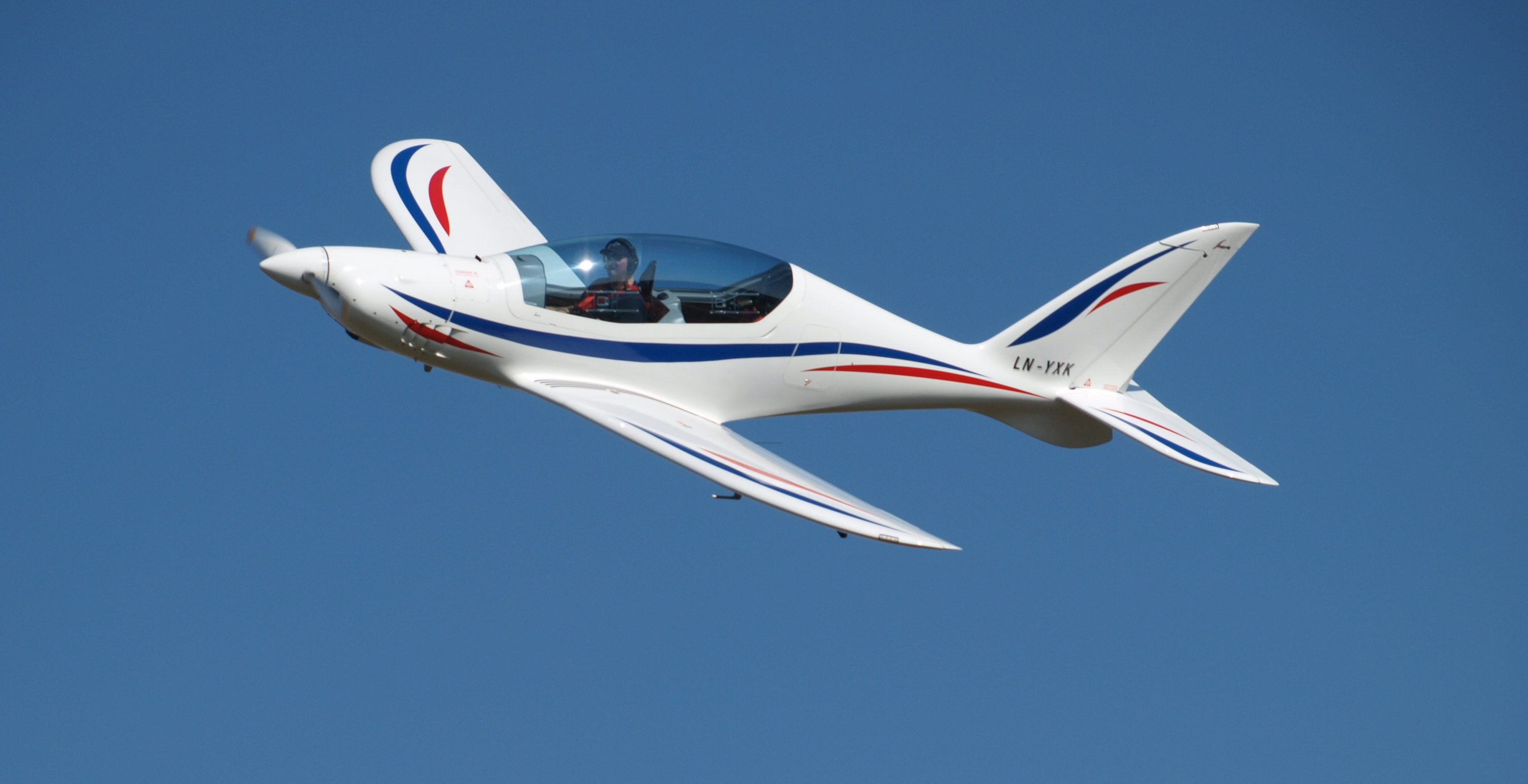
ULM 3 axes ailes basses avec train rentrant Shark.Aero Shark UL.

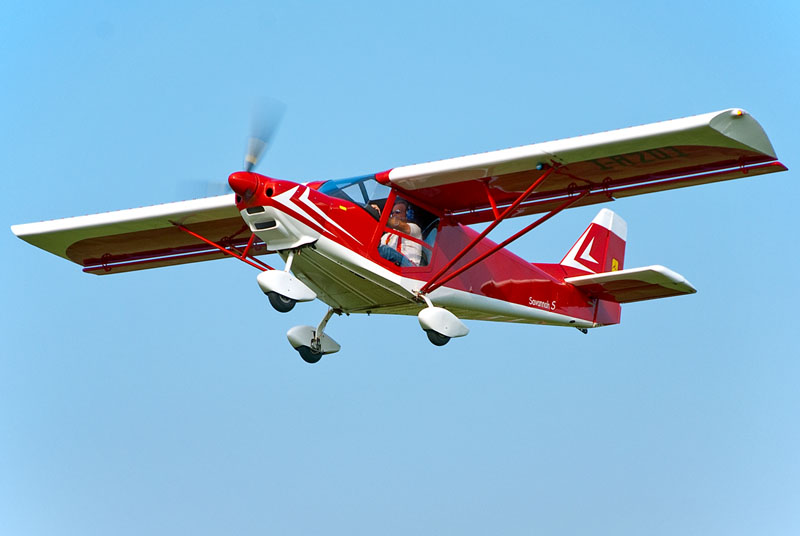
ULM 3 axes ailes hautes avec train fixe type ICP Savannah

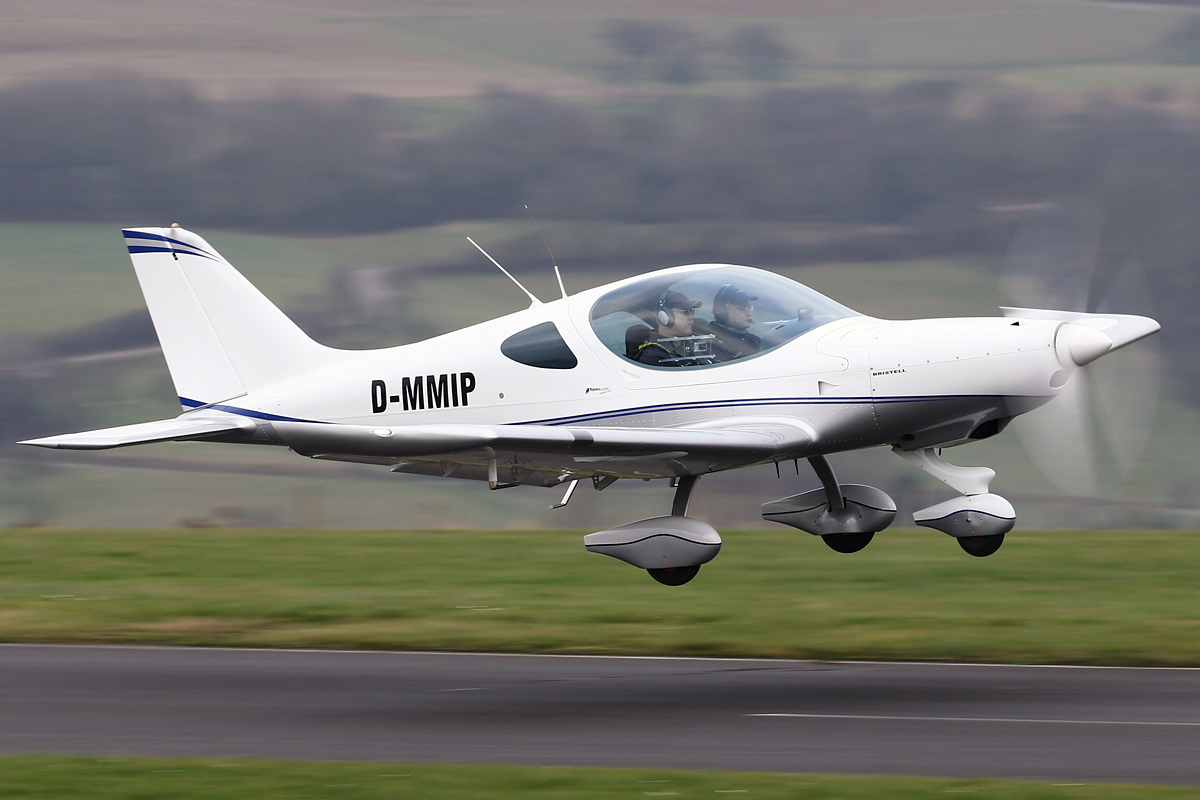
ULM 3 axes ailes basses avec train fixe type BRM Aero Bristell

Le terme « multiaxe » désigne le plus souvent un avion ULM de la Classe 3 dite « multiaxe ». Autrement, c'est un adjectif qui veut simplement dire: « qui comporte plusieurs axes ». 
L'ULM de classe 3 est un avion, c'est-à-dire un aéronef propulsé par un moteur et sustenté par une voilure fixe. Le terme « multiaxe » fait probablement référence à ses différentes surfaces aérodynamiques de gouverne (profondeur, direction et ailerons) qui définissent plusieurs axes de commande de vol, ce qui le différencie des autres classes d'ULM. Cependant deux autres classes d'ULM (la classe 4 « autogire » et la classe 6 « hélicoptère » ont aussi des commandes de vol qui agissent pareillement sur les trois axes de l'appareil, mais d'une façon différente. Le choix du terme « multiaxe » pour désigner la classe 3 est donc techniquement contestable, sémantiquement faible et difficilement compréhensible. Les aéronefs ULM de classe 3 étant des avions, selon la définition du code de l'aviation civile. Il aurait été peut être été plus simple et techniquement plus correct d'appeler la Classe 3 « avion » plutôt que « multiaxe », de la même façon que la classe 6 s'appelle « hélicoptère ». 

## La classe 3 ULM «multiaxe»
Seul l'aspect réglementaire différencie les avions de type « ULM Classe 3 » dits « multiaxe » des avions dits  « léger » qui eux, sont  certifiés par l'autorité de régulation. 
Depuis 2019, en France, les caractéristiques à respecter sont les suivantes :
- appareil monoplace ou biplace (il ne peut emporter qu'un seul passager en plus du pilote) ;
- masse maximale au décollage, tout compris (machine, passagers, carburant, bagages, etc.) ne dépassant pas 330 kg pour un monoplace ou 500 kg pour un biplace (5 % de bonification pour l'emport d'un parachute de secours et 9 % pour les aérodynes destinés à être exploités sur l'eau) ;
- moteur ne développant pas une puissance maximale continue supérieure à 65 kW (≈ 88 ch) pour un monoplace et 80 kW (≈ 109 ch) pour un biplace ;
- appareil capable d'atterrir avec une vitesse inférieure ou égale à 70 km/h (≈ 38 nœuds).

Détail de la nouvelle règlementation ULM de 2019:
| ULM Multiaxes (Classe 3) | Configuration           | Masses max. (en kg) | Masse à vide max avec nouvelles masses max (en kg)* | Masses d'emport forfaitaires (en kg) | Masses d'emport forfaitaires (en kg) | Masses d'emport forfaitaires (en kg) | Masses d'emport forfaitaires (en kg)     | Cumul total de masse para+ flot+ carb+pil/pax | Puissance max. (en kW et (en CV)) | VSO (VC)        |
| ULM Multiaxes (Classe 3) | Configuration           | Masses max. (en kg) | Masse à vide max avec nouvelles masses max (en kg)* | Crédit masse forfaitaire parachute   | Crédit masse forfaitaire flotteurs   | Masse forfaitaire pilote/ passager   | Masse forfaitaire carburant (essence) ** | Cumul total de masse para+ flot+ carb+pil/pax | Puissance max. (en kW et (en CV)) | VSO (VC)        |
| Monoplace                | Basique                 | 330                 | 223                                                 |                                      |                                      | 86                                   | 21                                       | 107                                           | 65 (88)                           | 38Kts (70km-/h) |
| Monoplace                | + parachute             | 345                 | 238                                                 | 15                                   |                                      | 86                                   | 21                                       | 122                                           | 66 (88)                           | 38Kts (70km-/h) |
| Monoplace                | + flotteurs             | 360                 | 253                                                 |                                      | 30                                   | 86                                   | 21                                       | 137                                           | 67 (88)                           | 38Kts (70km-/h) |
| Monoplace                | + parachute + flotteurs | 375                 | 268                                                 | 15                                   | 30                                   | 86                                   | 21                                       | 152                                           | 68 (88)                           | 38Kts (70km-/h) |
| Biplace                  | Basique                 | 500                 | 312,5                                               |                                      |                                      | 156                                  | 31,5                                     | 187,5                                         | 80 (109)                          | 38Kts (70km-/h) |
| Biplace                  | + parachute             | 525                 | 337,5                                               | 25                                   |                                      | 156                                  | 31,5                                     | 212,5                                         | 81 (109)                          | 38Kts (70km-/h) |
| Biplace                  | + flotteurs             | 545                 | 357,5                                               |                                      | 45                                   | 156                                  | 31,5                                     | 232,5                                         | 82 (109)                          | 38Kts (70km-/h) |
| Biplace                  | + parachute + flotteurs | 570                 | 382,5                                               | 25                                   | 45                                   | 156                                  | 31,5                                     | 257,5                                         | 83 (109)                          | 38Kts (70km-/h) |
|                          |                         |                     |                                                     |                                      |                                      |                                      |                                          |                                               |                                   |                 |
|                          |                         |                     | * Nouvel arrêté ULM                                 | * Nouvel arrêté ULM                  |                                      |                                      | ** 30 litres x 0,7 kg (monoplace)        | ** 30 litres x 0,7 kg (monoplace)             | ** 30 litres x 0,7 kg (monoplace) |                 |
|                          |                         |                     |                                                     |                                      |                                      |                                      | ** 45 litres x 0,7 kg (biplace)          |                                               |                                   |                 |

Remarque : Le parc français actuel d'ULM 3 axes est encore largement composé d'appareils répondant à la définition de la précédente réglementation de 1998 soit :
- Appareil monoplace ou biplace (il ne peut emporter qu'un seul passager en plus du pilote)
- Masse maximale au décollage, tout compris (machine, passagers, carburant, bagages, etc.) ne dépassant pas 300 Kg pour un monoplace ou 450 Kg pour un biplace. (5 à 10% de dépassement sont autorisés pour l'emport de certains équipements spécifiques tels qu'un parachute et/ou flotteurs)
- Moteur ne développant pas une puissance maximale continue supérieure à 45 KW (61 CV) pour un monoplace, et 60 KW (82 CV) pour un biplace
- Appareil capable d'atterrir avec une vitesse minimum de 65 Km/h (VSO).

## Galerie

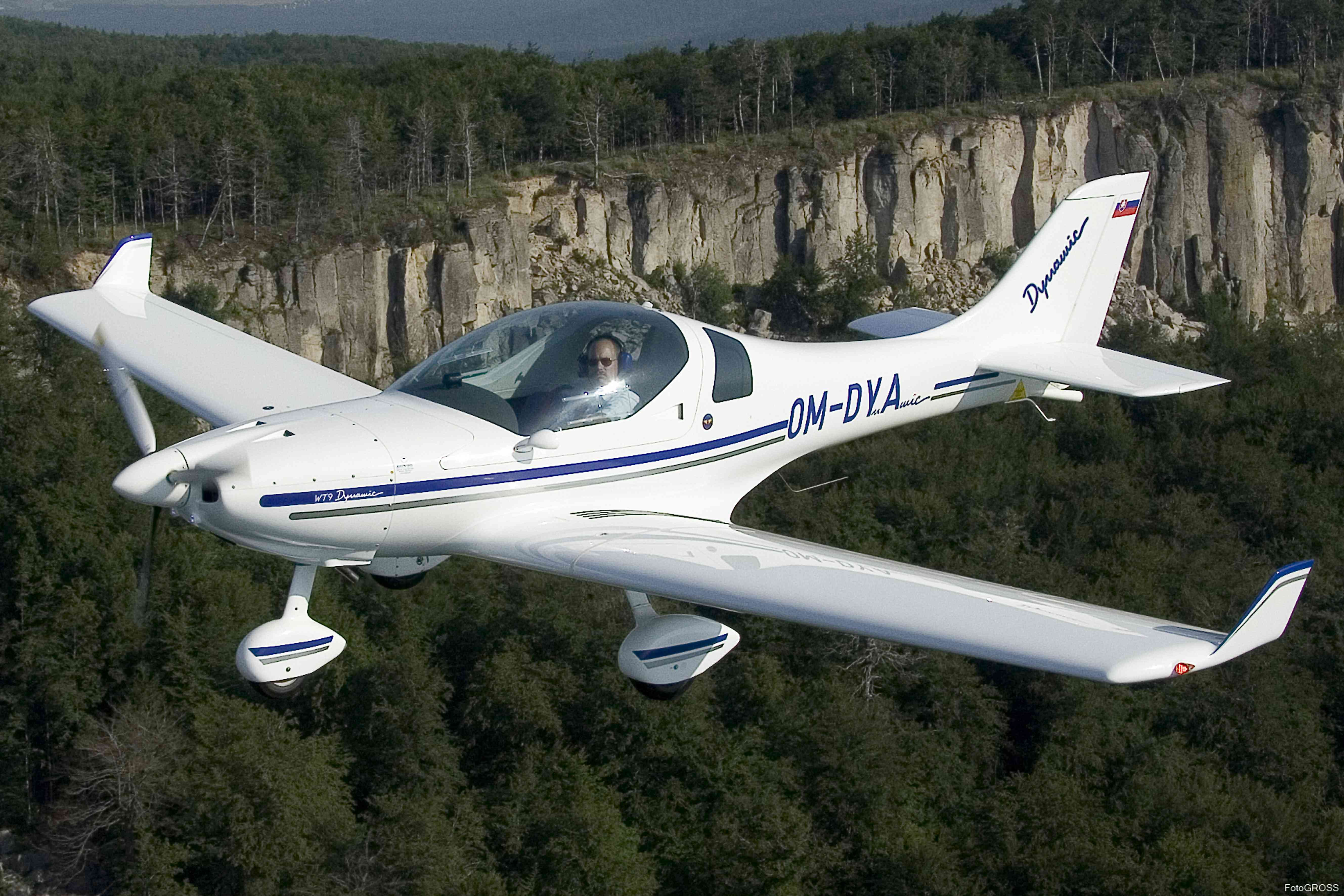
Aerospool WT9 Dynamic
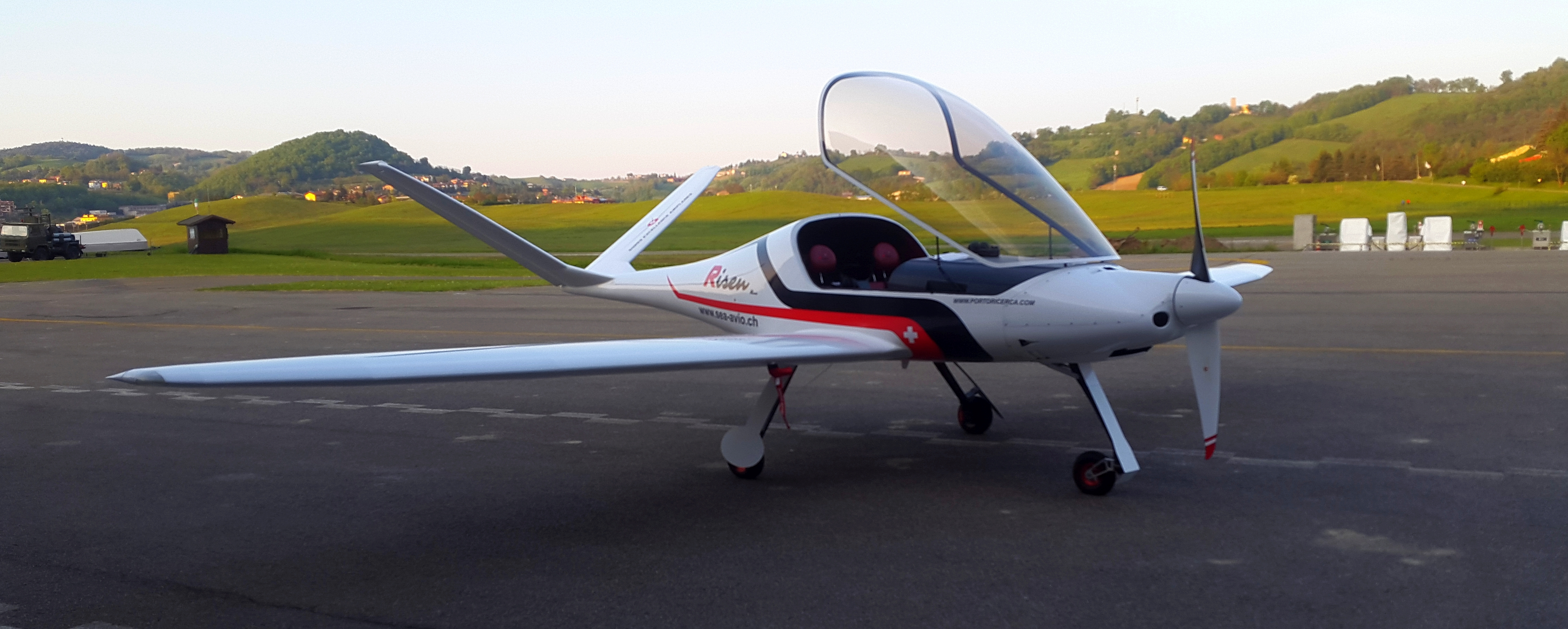
Aerotech Innovation Risen (ULM le plus rapide au monde)
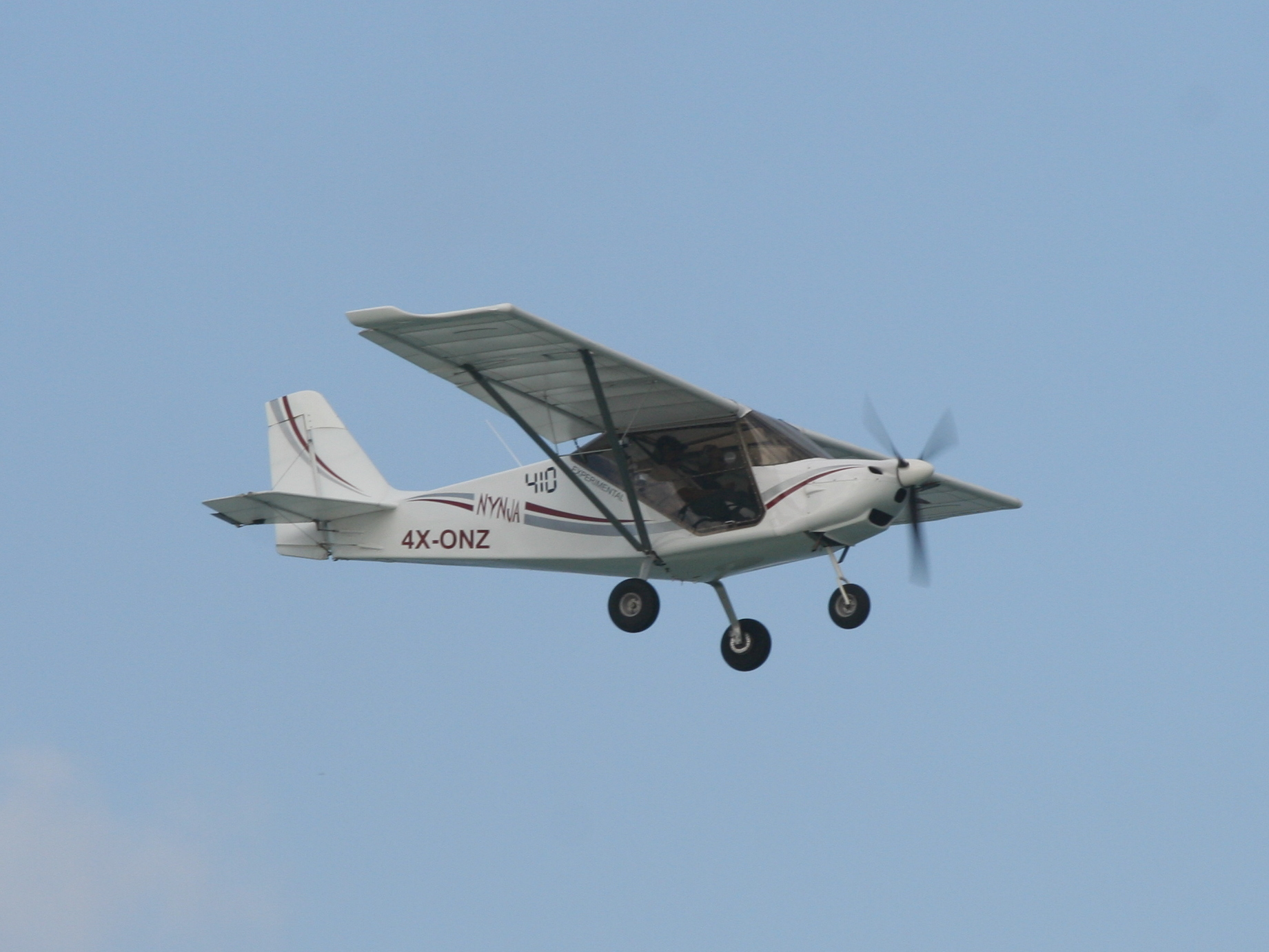
Best Off Nynja
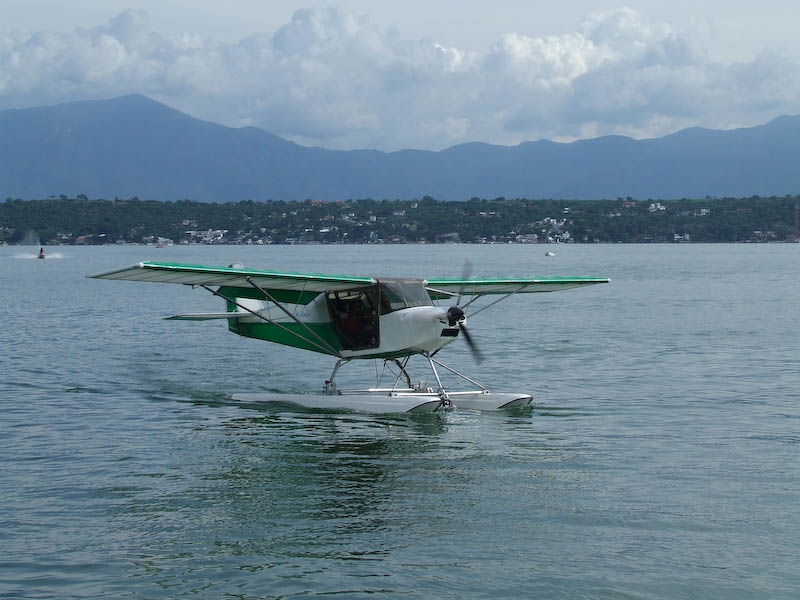
Best Off Skyranger
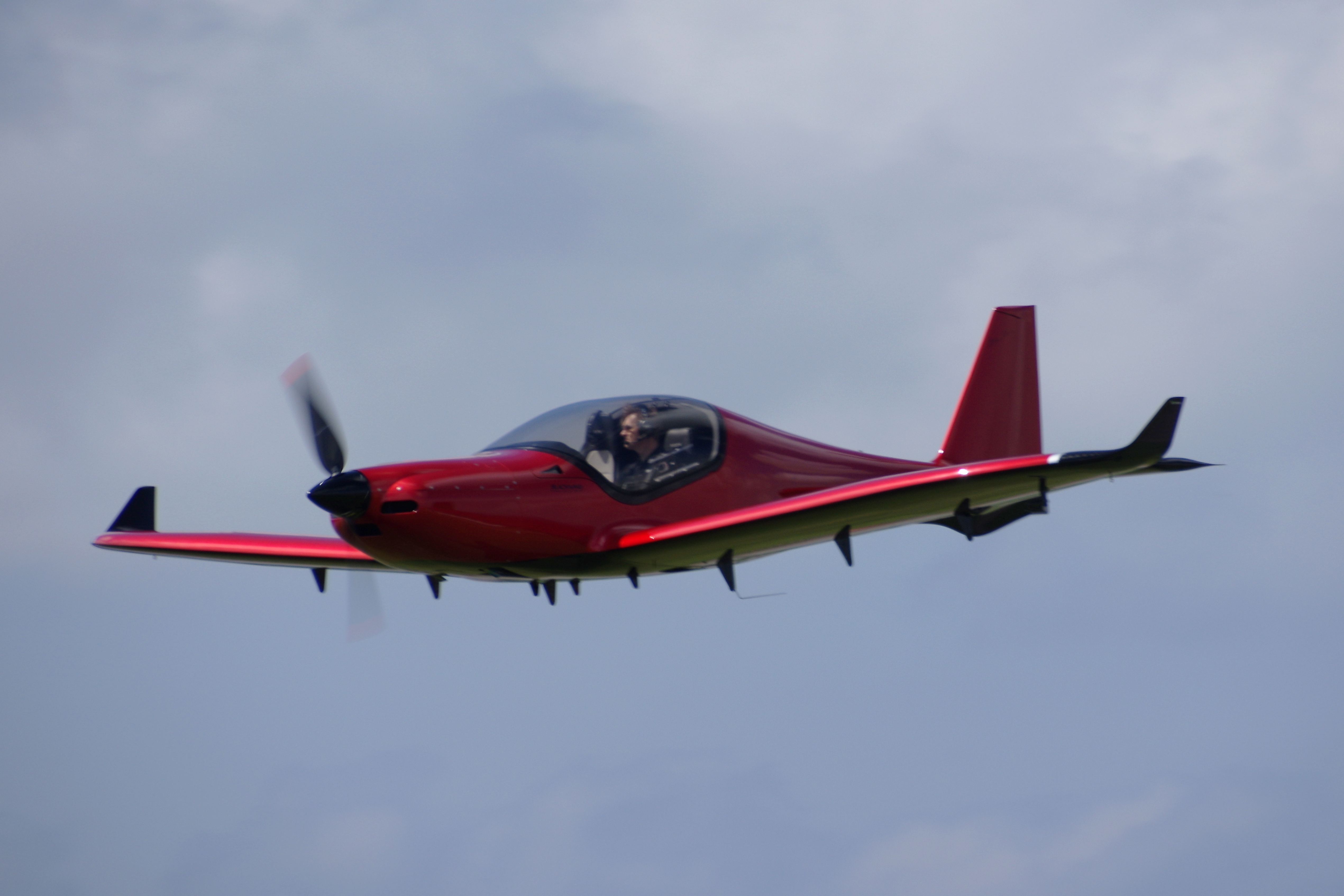
Blackwing BW 600 RG
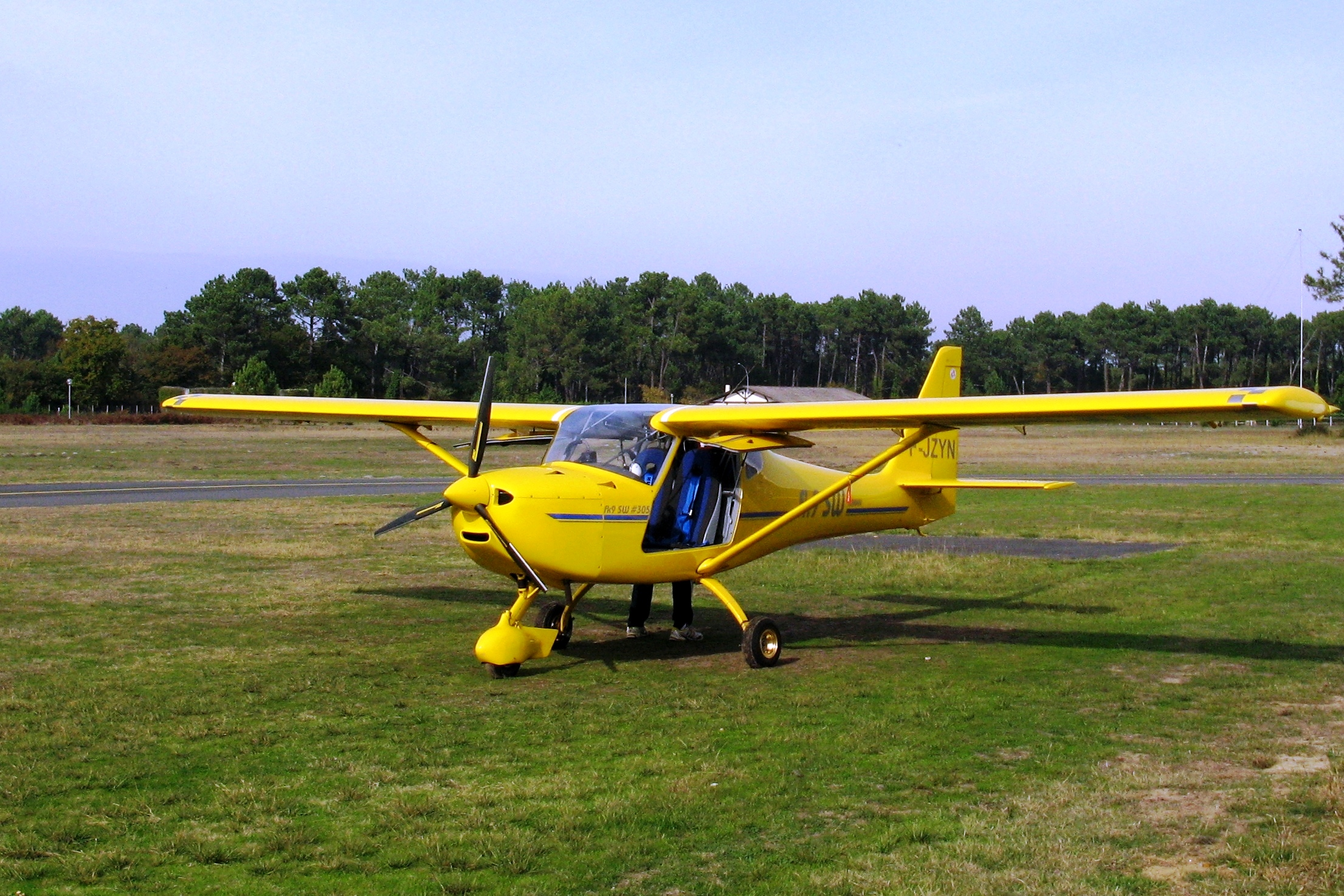
FK aircraft Fk9
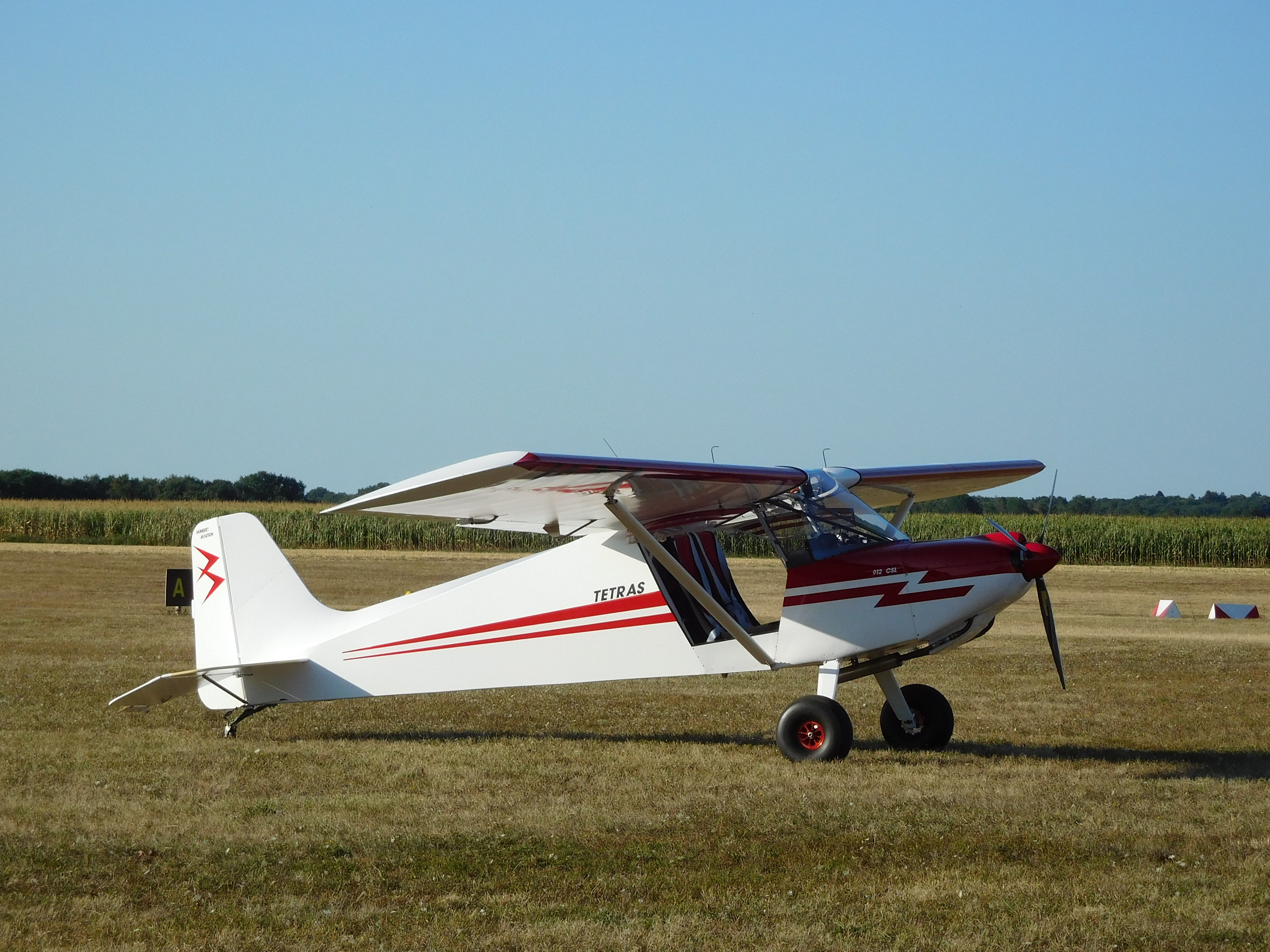
Humbert Aviation Tétras
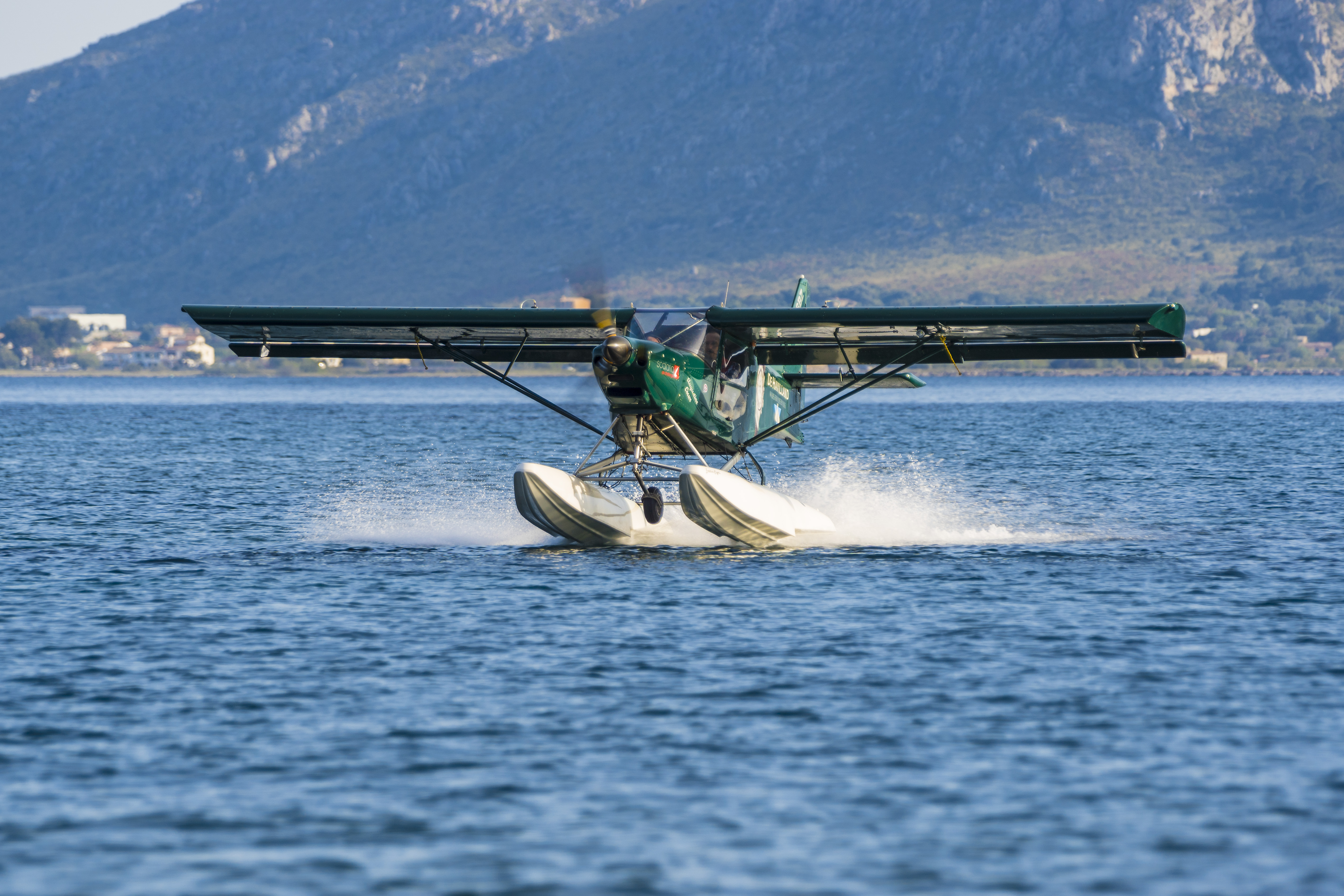
ICP Savannah Hydro
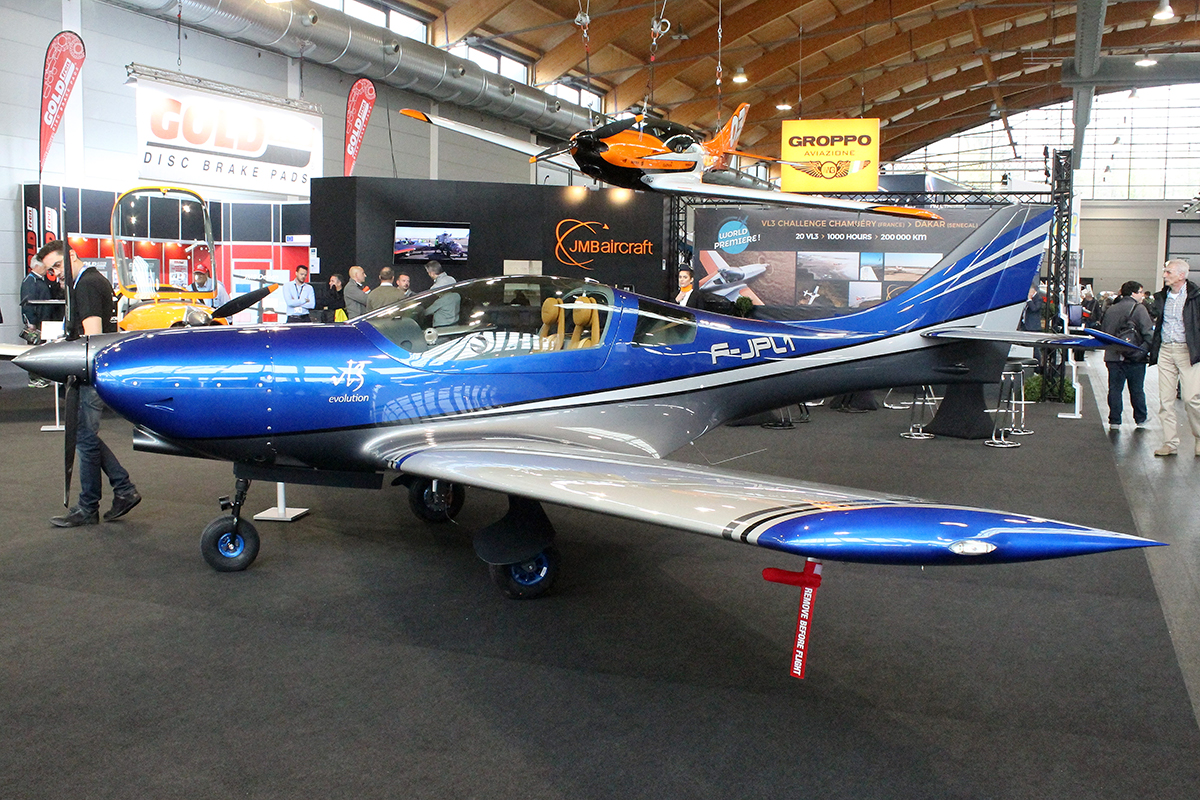
JMB VL-3 Evolution
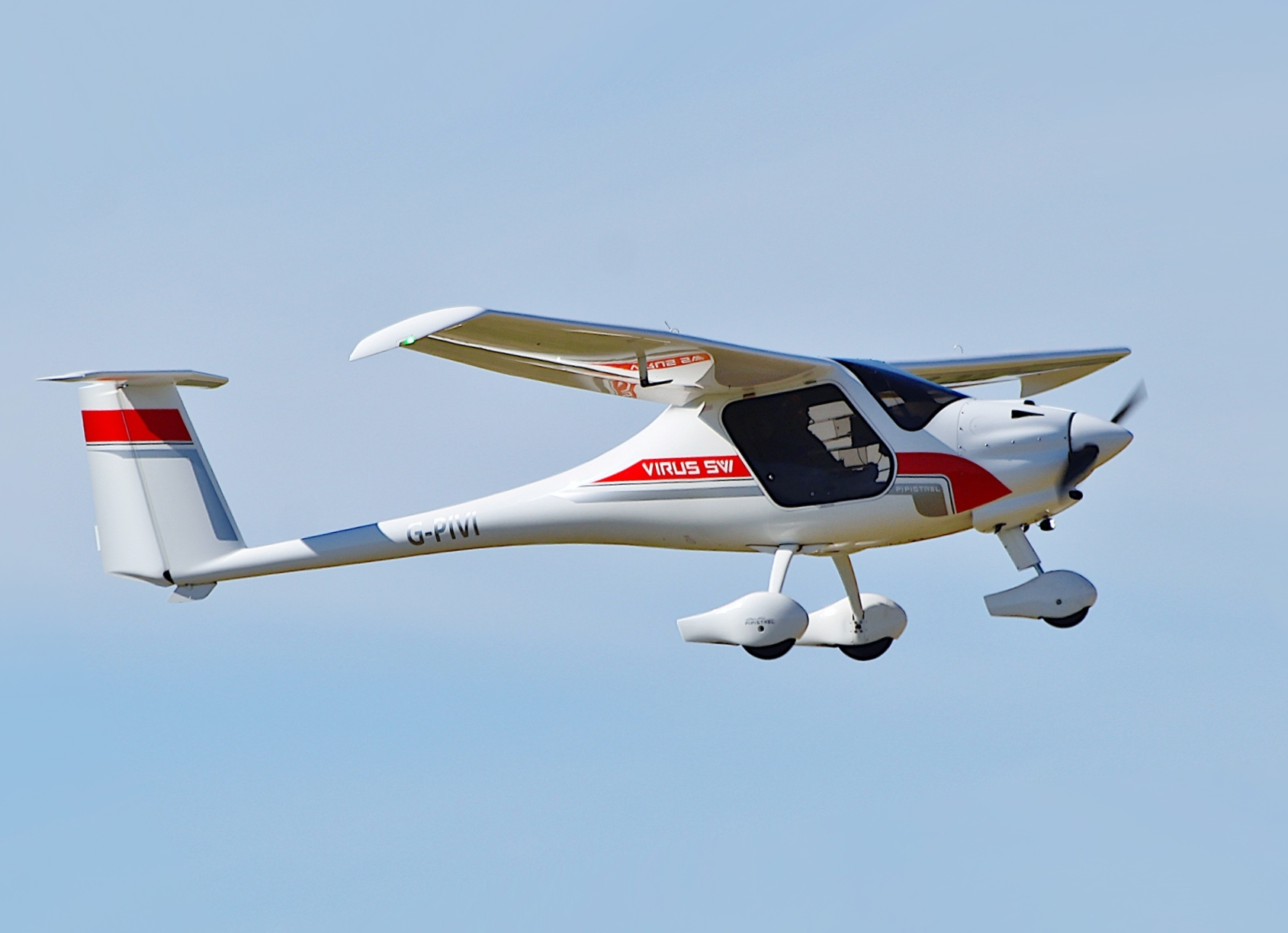
Pipistrel Virus
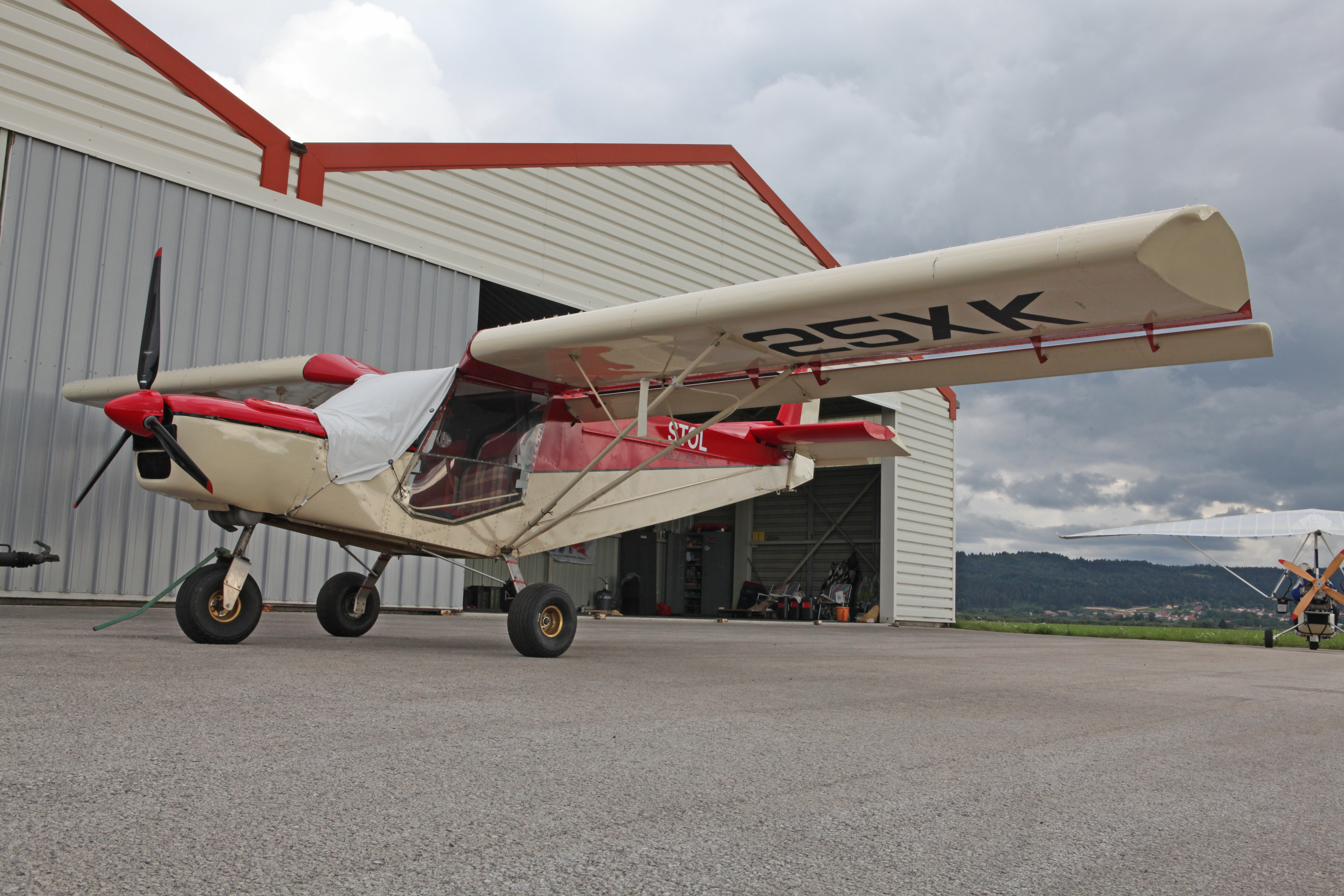
STOL CH 701
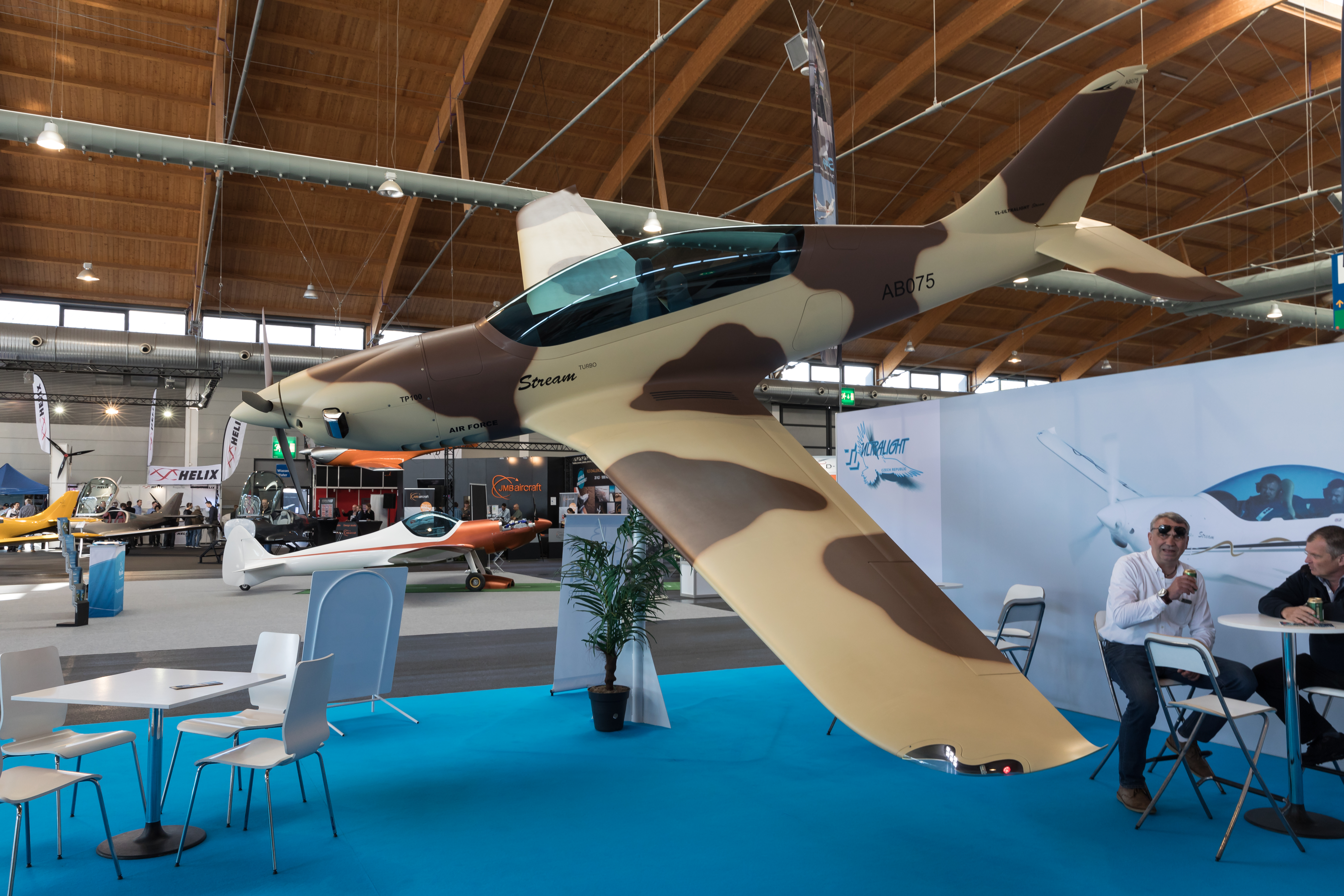
TL-Ultralight Stream